# Venmo
Venmo es un servicio de pago móvil estadounidense fundado en 2009 y propiedad de PayPal desde 2012. Venmo estaba dirigido a amigos y familiares que desean dividir las cuentas, por ejemplo, para películas, cenas, alquiler o entradas para eventos, etc. Los titulares de cuentas pueden transferir fondos a otros a través de una aplicación de teléfono móvil; tanto el remitente como el receptor deben vivir en los Estados Unidos. En 2021, la compañía manejó $ 230 mil millones en transacciones y generó $ 850 millones en ingresos.
De manera predeterminada, Venmo publica todas las transacciones entre pares (excluyendo el monto), una función que los investigadores han demostrado que revela detalles confidenciales sobre la vida de los usuarios en algunas situaciones. En 2018, la empresa llegó a un acuerdo con la Comisión Federal de Comercio sobre varias violaciones de privacidad y seguridad relacionadas con esta y otras funciones, y realizó cambios en la configuración correspondiente. Sin embargo, Venmo siguió atrayendo críticas por exponer a los usuarios a posibles riesgos de privacidad.

## Historia

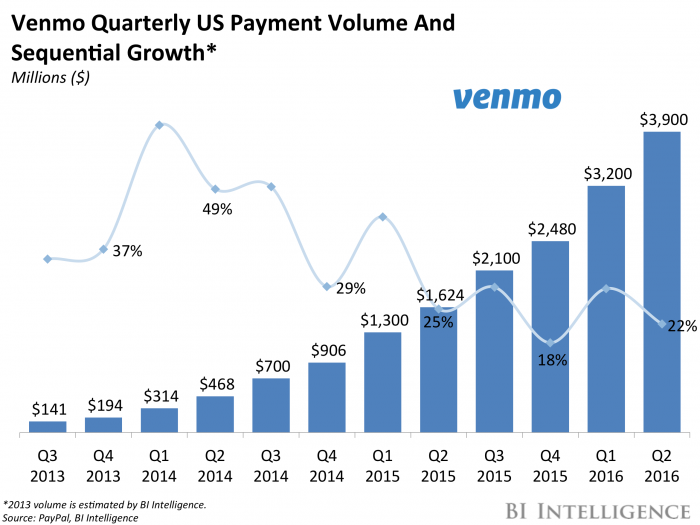
Volumen de pago trimestral de Venmo en EE. UU. y crecimiento anual

Venmo fue fundado por Andrew Kortina e Iqram Magdon-Ismail, quienes se conocieron como compañeros de cuarto de primer año en la Universidad de Pensilvania. Según Kortina, el dúo se inspiró inicialmente para crear una solución de transacción mientras, en el proceso de ayudar a iniciar la tienda de yogur de un amigo, "se dieron cuenta de lo horrible que era el software de punto de venta tradicional". En un espectáculo de jazz local, Kortina y Magdon-Ismail concibieron la idea de comprar instantáneamente un MP3 del espectáculo a través de un mensaje de texto. Finalmente, la idea se consolidó cuando Magdon-Ismail olvidó su billetera durante un viaje para visitar Kortina. El proceso de liquidación de su deuda fue un inconveniente considerable, especialmente en comparación con la posibilidad de transacciones basadas en teléfonos móviles. Poco después, comenzaron a trabajar en una forma de enviar dinero a través de teléfonos móviles. Su prototipo original enviaba dinero a través de mensajes de texto, pero eventualmente hicieron la transición de mensajes de texto a una aplicación para teléfonos inteligentes.
En mayo de 2010, la empresa recaudó 1,2 millones de dólares de capital semilla en una ronda de financiación dirigida por RRE Ventures.
En 2012, Braintree adquirió la empresa por 26,2 millones de dólares.
En diciembre de 2013, PayPal adquirió Braintree por 800 millones de dólares.
Antes de octubre de 2015, Venmo prohibía las transacciones de consumidor a empresa en la plataforma.
El 27 de enero de 2016, PayPal anunció que Venmo estaba trabajando con comerciantes selectos que aceptarían Venmo como forma de pago. Los socios de lanzamiento iniciales incluyeron Munchery y Gametime. Todos los comerciantes que aceptan PayPal ahora pueden aceptar Venmo. A partir de mayo de 2018, el producto comercial de Venmo no permitía "vender bienes o servicios en persona"; sin embargo, la investigación sobre las tendencias de pago móvil entre los restaurantes familiares en la ciudad de Nueva York ese mes reveló un caso de uso del mercado gris en el que algunos camiones de comida y comida para llevar chinos usaban códigos QR personales de Venmo para aceptar pagos de los clientes. Este comportamiento de pago QR fue similar al utilizado a través de las aplicaciones móviles chinas WeChat y Alipay dentro de estos mismos establecimientos.
En octubre de 2020, PayPal anunció que Venmo, junto con los servicios de PayPal, permitirá a los usuarios comprar y usar criptomonedas como Bitcoin, Bitcoin Cash, Ethereum y Litecoin en mercados internacionales seleccionados a partir de la primera mitad de 2021.
El 20 de abril de 2021, Venmo anunció que está comenzando a implementar la capacidad de comprar, mantener y vender criptomonedas utilizando la plataforma. Sin embargo, solo los usuarios seleccionados tienen acceso a la función y se estima que las transferencias de criptomonedas estarán disponibles para toda la base de usuarios solo en mayo de 2021.

## Productos
Los usuarios pueden crear una cuenta a través de una aplicación móvil o un sitio web y proporcionar información básica e información de la cuenta bancaria. Uno debe tener una dirección de correo electrónico válida y un número de teléfono móvil estadounidense para usar Venmo. Los destinatarios de las transacciones se pueden encontrar a través del número de teléfono, el nombre de usuario de Venmo o el correo electrónico.
Los usuarios tienen un saldo de Venmo que se utiliza para sus transacciones. Pueden vincular sus cuentas bancarias, tarjetas de débito o tarjetas de crédito a su cuenta de Venmo; alternativamente, los usuarios pueden solicitar una Venmo MasterCard y pagar a través de ella. Pagar con cuenta bancaria o tarjeta de débito es gratis, pero los pagos con tarjeta de crédito tienen una comisión del 3% por cada transacción. Algunos proveedores de tarjetas de crédito pueden cobrar tarifas de adelanto en efectivo para los pagos de Venmo. Si un usuario no tiene fondos suficientes en la cuenta al realizar una transacción, automáticamente retirará los fondos necesarios de la cuenta bancaria o tarjeta registrada.
Cuando los usuarios crean una cuenta por primera vez, las transacciones totales no pueden exceder los $299.99 USD hasta que se verifique su identidad. Una vez que se haya verificado su identidad, los usuarios pueden enviar hasta $2,999,99 USD en cada período de siete días.
Desde 2008, las transferencias de efectivo con Venmo no han sido instantáneas y podrían cancelarse después de enviar una transferencia inicial. Al igual que las transferencias electrónicas tradicionales, pueden tardar de uno a tres días hábiles en convertirse en definitivas.
En enero de 2018, PayPal implementó una función de transferencia instantánea en Venmo, lo que permite a los usuarios depositar fondos en sus tarjetas de débito normalmente en 30 minutos. Se deduce una tarifa del monto de cada transferencia; 1% o $10, lo que sea menor. La transferencia bancaria estándar (generalmente completada dentro de 1 a 3 días hábiles) está disponible sin cargo.

### Venmo MasterCard
En 2018, Venmo lanzó una nueva tarjeta de débito física disponible para los usuarios. La tarjeta se ejecuta en la red MasterCard y ofrece acceso a cajeros automáticos y protección contra sobregiros. Se puede usar en cualquier lugar que acepte MasterCard y permite hasta $400 en retiros diarios en cajeros automáticos, aunque las transacciones en cajeros automáticos que no son MoneyPass vienen con al menos $2.50 en cargos por retiro.
Además, el servicio ofrece una función de recarga que, cuando está habilitada, toma dinero de la cuenta corriente vinculada de un usuario en incrementos de $10 si su saldo de Venmo es demasiado bajo para cubrir una compra. Los clientes podrían estar sujetos a tarifas u otras consecuencias de su banco si sobregiran esa cuenta. Las compras con tarjeta aparecen en el historial de transacciones de Venmo de un usuario, y la tarjeta se puede cancelar desde la aplicación. Estas características hacen que la tarjeta sea similar a una tarjeta de débito bancaria tradicional, pero agrega la capacidad de realizar un seguimiento directo de los gastos en la aplicación.

### Componente social y privacidad
Venmo incluye interacción en redes sociales; fue creado para que los amigos pudieran dividir rápidamente las cuentas, ya sea para películas, cenas, alquiler, boletos, etc. Cuando un usuario realiza una transacción, los detalles de la transacción (despojados del monto del pago) se comparten en el "feed de noticias" del usuario y en la red de amigos del usuario. Esto imita el de un feed de redes sociales. Hay un feed de Venmo "mundial", un feed "solo para amigos" y luego un feed personal. Venmo fomenta la interacción social en la aplicación a través de comentarios usando bromas o emojis y/o me gusta. En 2016, alrededor del 30 % de las transacciones de Venmo aprobadas incluían al menos un emoji.
Al principio, Venmo requería que los nuevos usuarios se registraran a través de Facebook, lo que facilitó la búsqueda de compañeros a los que querían pagar y también proporcionó a Venmo marketing gratuito. Para los usuarios que no son amigos en Facebook, la aplicación permitió la oportunidad de buscar por nombre de usuario y número de teléfono. Los perfiles se personalizan con imágenes de perfil, nombres de usuario e historial de transacciones de Venmo. Las transacciones se pueden hacer privadas, pero la mayoría de los usuarios mantienen el valor predeterminado y no cambian la configuración de privacidad. Venmo no tiene protección ni para el comprador ni para el vendedor.
Venmo incluye tres fuentes sociales: una fuente pública, una fuente de amigos y una fuente privada. De forma predeterminada, todas las transacciones de Venmo se comparten públicamente. Cualquiera que abra la aplicación en el feed público, incluidas las personas que no usan Venmo, pueden ver estas publicaciones compartidas públicamente. La configuración de privacidad se puede cambiar para que todas las publicaciones se compartan solo con los contactos de Venmo de un usuario o incluso se mantengan en privado. Si las publicaciones se comparten solo con los contactos, seguirán apareciendo en un feed de amigos, mientras que las transacciones privadas solo son visibles para las dos partes involucradas en la transacción. Si dos usuarios involucrados en una sola transacción tienen diferentes configuraciones de privacidad, Venmo aplica el nivel más restrictivo. Los usuarios pueden anular su preferencia general por cualquier transacción individual, incluso después de que se haya realizado la transacción. 

### Seguridad
Venmo ha afirmado que su seguridad es de grado bancario y que los datos personales y financieros están encriptados y protegidos en servidores seguros para protegerse contra cualquier transacción no autorizada. Venmo usa encriptación para ayudar a proteger los detalles de la cuenta del usuario y almacena esa información en servidores en ubicaciones seguras. En la web, "https:" y un candado junto a la dirección web es la señal del usuario de que el cifrado está activado. Sin embargo, periodistas, investigadores de seguridad, el Departamento de Supervisión Comercial de California (DBO) y la Comisión Federal de Comercio han cuestionado estas afirmaciones.
En febrero de 2018, la FTC llegó a un acuerdo con Venmo, luego de que una investigación descubriera representaciones falsas sobre la seguridad de "grado bancario" y el incumplimiento de la regla de protección y la regla de privacidad de Gramm-Leach-Bliley. Según el acuerdo, Venmo deberá someterse a auditorías de terceros cada dos años durante los siguientes diez años. La FTC también se quejó de que Venmo "engañó a los consumidores sobre la medida en que podían controlar la privacidad de sus transacciones" y tergiversó la disponibilidad de fondos para el retiro.
Venmo afirma que los clientes no deben preocuparse por su seguridad o privacidad, y alienta a los usuarios a configurar un PIN para aumentar la seguridad. El 17 de julio de 2018, The Guardian publicó un artículo que muestra que Venmo no es seguro porque la protección de la privacidad no está configurada de forma predeterminada. Según el investigador que encontró este problema de privacidad, Venmo publica todas las transacciones junto con los nombres abiertamente en la World Wide Web.
El Better Business Bureau ha informado que algunos estafadores aprovechan el período de cancelación para parecer pagar, pero finalmente evitan pagar por un artículo.
En noviembre de 2018, The Wall Street Journal informó que Venmo, en el primer trimestre de 2018, había sufrido $ 40 millones en pérdidas operativas, casi un 40% más de lo presupuestado, debido a "una ola de pagos fraudulentos".

## Críticas y controversias.

### Preocupaciones sobre la privacidad
Un estudio de 2018 analizó más de 200 millones de transacciones públicas y descubrió que Venmo "revela una gran cantidad de detalles privados sobre la vida de los usuarios de forma predeterminada". El mismo año, la empresa llegó a un acuerdo con la FTC después de que la FTC acusara a Venmo de "engañar" a los usuarios sobre los cambios en la configuración de privacidad necesarios para que las transacciones fueran completamente privadas. En 2019, otro investigador descargó y analizó siete millones de transacciones y concluyó que, aunque Venmo había realizado algunas mejoras menores que limitaban el raspado masivo, los datos aún ponían a los usuarios en riesgo de diversas formas de ataques cibernéticos .
En 2019, Mozilla y Electronic Frontier Foundation escribieron una carta abierta "para expresar nuestra profunda preocupación por el desprecio de Venmo por la importancia de la privacidad del usuario, y para pedirle a Venmo que realice dos cambios críticos en su configuración de privacidad: hacer que las transacciones sean privadas de forma predeterminada, y dar a los usuarios configuraciones de privacidad para sus listas de amigos".
El modelo social de Venmo ha atraído la atención de los investigadores. Un grupo de investigación de la Universidad de Washington observó  que el feed social en Venmo se diferencia de otras redes sociales en que la actividad está impulsada por transacciones financieras. Un usuario podría realizar una transacción trivial para hacer una publicación (p. ej., enviar a alguien $0,01 o solicitar $0,02), pero solo un participante en sus estudios informó haberlo hecho alguna vez. Además, no es necesario leer el feed ni compartir una nota de transacción públicamente o con amigos para enviar o recibir dinero. 
En Venmo, las personas realizan transacciones tanto con amigos como con empresas a través de la aplicación. El análisis de transacciones públicas identifica un espectro de patrones de uso, desde usuarios regulares que crean transacciones para una variedad de gastos, hasta usuarios de nicho que usan Venmo con un pequeño grupo de amigos para pagar solo algunas cosas (por ejemplo, facturas entre compañeros de cuarto).
Según los informes, una investigación de mayo de 2021 realizada por BuzzFeed News logró encontrar la cuenta de Venmo del presidente de los Estados Unidos, Joe Biden, después de "menos de 10 minutos de buscarla"; BuzzFeed News también afirma que la aplicación Venmo "deja a todos... en el mundo expuestos" y afirma que revela una gran preocupación por la privacidad.

### Investigación de la Oficina de Protección Financiera del Consumidor
Venmo estuvo bajo el escrutinio de la Oficina de Protección Financiera del Consumidor en 2021 por el trato que la compañía dio a sus clientes que debían dinero por transacciones. PayPal, la compañía que opera la plataforma de Venmo, anunció a través de una presentación regulatoria en febrero que había recibido una demanda de investigación civil de la CFPB "relacionada con las transferencias de fondos no autorizadas de Venmo y los procesos de cobro, y asuntos relacionados". Venmo tiene un historial de uso de tácticas agresivas para amenazar a los usuarios con deudas, que van desde la incautación de los fondos de las otras cuentas de Paypal del usuario hasta el envío de cobradores de deudas tras los usuarios. Los correos electrónicos de servicio al cliente mostraron que la compañía notificaba a los usuarios que podría involucrar a una agencia de cobranza por deudas de $3,000 a tan solo $7, según un artículo de 2019 del Wall Street Journal, en algunos casos incluso cuando el cliente en cuestión había sido estafado. Tales prácticas continuaron durante la pandemia de COVID-19.